# ポインティング・ロバートソン効果
ポインティング・ロバートソン効果（ポインティング・ロバートソンこうか、英: Poynting-Robertson effect, Poynting-Robertson drag）は、恒星を公転する宇宙塵の持つ公転角運動量が、恒星からの輻射圧によって失われる効果を指す。この効果は、塵粒子の運動に垂直な方向にはたらく輻射圧に由来している。名称はこの効果の定式化を行ったイギリスの物理学者ジョン・ヘンリー・ポインティングとアメリカの数学者で物理学者のハワード・ロバートソンにちなんでいる。
太陽や恒星の周囲を公転する塵粒子のうち、ポインティング・ロバートソン効果の影響を受ける程度に小さく、しかし恒星の輻射圧で吹き飛ばされるには大きすぎるものは、この効果によって恒星に向かってゆっくりと落下していく。太陽系の場合、この効果は直径1マイクロメートルから1ミリメートル程度の粒子が影響を受けると考えられている。より大きい粒子の場合、ポインティング・ロバートソン効果による影響を受けるよりもずっと早く別の物体と衝突してしまう可能性が高い。
ポインティングは1903年に初めてこの効果について記述したが、彼の記述はエーテル仮説に基づくものであった。エーテルを含んだ理論は、後の1905年から1915年にかけて相対性理論によって取って代わられた。その後1937年にロバートソンがこの効果を一般相対性理論の立場から記述した。

## 歴史
ロバートソンは、点源から放たれる放射の中での塵粒子の運動を考慮した。その後 A. W. Guess は球状の放射源のもとでの問題を考え、粒子が放射源から離れている場合は、結果的に粒子にはたらく力はポインティングによって得られた結論と一致することを発見した。

## 効果の起源
ポインティング・ロバートソン効果は、基準座標系の選び方によって2通りの方法で理解することができる。

恒星 (S) からの放射と粒子からの熱放射の模式図。(a) は粒子と共に運動する座標にいる観測者から見た場合、(b) は恒星に対して静止した座標系にいる観測者から見た場合の図。

恒星の周りを公転する粒子の立場から見た場合 (図の (a) で示されている状況)、恒星からの放射はわずかに前方からやってくるように見える (光行差)。そのためこの放射を吸収することで、粒子は輻射圧によって運動する方向とは逆向きの力を受けることになる。輻射は光速でやってくる一方で塵粒子の速度はそれより何桁も小さいものであるため、光行差の角度は極めて小さいものになる。
恒星の立場から見た場合 (図の (b) で示されている状況)、塵粒子は輻射を全て半径方向から、すなわち進行方向の真横から吸収することになるため、粒子の角運動量は輻射によって影響を受けない。しかし粒子からの光子の「再放射」は，(a) の座標系で見た場合は等方的であるが、(b) の恒星の座標系から見た場合は等方的ではなくなる。粒子からのこの異方的な放射によって、粒子から角運動量が持ち去られることになる。
ポインティング・ロバートソン効果は塵粒子の軌道運動とは逆の方向に働く実効的な力として解釈することができ、そのため粒子の角運動量は減少することとなる。角運動量が奪われることで粒子はゆっくりと恒星へ向けて落下していく一方で、軌道長半径が小さくなるため軌道速度は継続的に上昇する。
ポインティング・ロバートソン効果による力 FPRは、
{\displaystyle F_{\rm {PR}}={\frac {v}{c^{2}}}W={\frac {r^{2}L_{\rm {s}}}{4c^{2}}}{\sqrt {\frac {GM_{\rm {s}}}{R^{5}}}}}
という式で表される。ここで v は粒子の速度、c は光速、W は受け取る輻射の出力、r は粒子の半径、G は万有引力定数、Ms は太陽質量、Ls は太陽光度、R は粒子の軌道半径である。

## 他の力との関連
ポインティング・ロバートソン効果は小さい物体に対しては顕著な影響を及ぼす。重力は質量に比例して変化し、粒子の半径を {\displaystyle r} とすると {\displaystyle \propto r^{3}} という依存性がある。一方で輻射を受け取り再放射することによる力は表面積に比例するため、{\displaystyle \propto r^{2}} の依存性となる。従って、大きい物体では重力の影響が顕著となり、ポインティング・ロバートソン効果は無視できる。
ポインティング・ロバートソン効果は太陽に近づくにつれて強くなる。軌道半径を R とすると、重力は {\displaystyle {\frac {1}{R^{2}}}} で変化するが、ポインティング・ロバートソン効果による力は {\displaystyle {\frac {1}{R^{2.5}}}} で変化する。そのためこの効果は粒子が太陽に近づくほど相対的に強くなることになる。この効果は、粒子を内側へ落下させるだけではなく、粒子軌道の軌道離心率を減少させる傾向もある。
さらに、粒子のサイズが大きくなると、表面温度は一定と近似できなくなり、粒子と共に動く座標系においても輻射圧はもはや等方的ではなくなる。もし粒子がゆっくりと自転しているのであれば、輻射圧による粒子の角運動量の変化は、角運動量を増やす方向にも減らす方向にも発生しうる。
輻射圧は粒子にはたらく実効的な重力にも影響を及ぼす。輻射圧は小さい粒子に対してより強く働き、非常に小さい粒子は太陽から遠ざかる方向へ吹き流される。輻射圧による力 Fr とポインティング・ロバートソン効果による力の比を表す無次元量 β は、以下の式で与えられる。
{\displaystyle \beta ={F_{\rm {r}} \over F_{\rm {g}}}={3LQ_{\rm {PR}} \over {16\pi GMc\rho s}}}
ここで {\displaystyle Q_{\rm {PR}}} はミー散乱係数、{\displaystyle \rho } は密度、{\displaystyle s} はダスト粒子の半径である。

### 粒子軌道への影響
{\displaystyle \beta \geq 0.5} となる粒子の場合、輻射圧による力は少なくとも重力の半分あることになり、粒子の初期速度がケプラー速度であった場合、太陽系から双曲線軌道を描きながら脱出する。岩石質の塵粒子の場合、この条件を満たす粒子サイズは1マイクロメートル未満である。
{\displaystyle 0.1<\beta <0.5} となる粒子の場合は、粒子のサイズと初期の速度ベクトルによって内側にも外側にも移動しうる。このような粒子は離心軌道に留まりながら公転し続ける傾向にある。
{\displaystyle \beta \approx 0.1} となる粒子は、初期に 1 au の円軌道にあった場合、およそ 1 万年かけて太陽へと落下する。この状況では、内側への落下時間と粒子の直径はどちらもおおむね {\displaystyle \propto {1 \over \beta }} という依存性を持つ。
なお、もし粒子の初期速度がケプラー速度ではない場合は、{\displaystyle \beta <1} となっている粒子でも円軌道や太陽の重力に束縛された軌道をとることが可能である。
塵粒子だけではなく、太陽の外層の減速もポインティング・ロバートソン効果に似た効果によって減速するという理論が提唱されている。